# 禿吻日本糯鰻
禿吻日本糯鰻（学名：Japonoconger sivicolus）为條鰭魚綱鰻形目糯鰻科日本康吉鰻屬下的一个种。該物種主要分佈於西北太平洋海域，棲息深度為300米至535米，體長可達57公分。